# 워터홀 컴퍼니
워터홀 컴퍼니(WATERHOLE COMPANY)은 2019년에 설립된 대한민국의 영화 수입·배급사이다.

## 필모그래피
- 극장판 귀멸의 칼날: 무한열차편
- 디에고
- 날씨의 아이 (공동 배급)
- 위플래쉬 (재개봉)
- 은혼 더 파이널

## 실적

### 영업이익
워터홀 컴퍼니가 극장판 귀멸의 칼날: 무한열차편으로 얼마나 이익을 벌었는가를 계산했는데, 대한민국 총 수입이 203억원이다. 이때 수입 배분은 영화사가 수입의 50%, 수입사가 수입의 50%를 가지게 되는데 이때 수입사의 10%가 배급사에게 들어온다. 즉 워터홀 컴퍼니는 무한열차로 인해 약 16억원을 번 것이다. #

## 역사
2021년 코로나19 와중에도 극장판 귀멸의 칼날: 무한열차편으로 204만명의 관객을 달성하여 메이저 영화 배급사와 어깨를 나란히 하게 됐다. 기사
2021년 5월 25일 극장판 귀멸의 칼날: 무한열차편이 204만 5천명 정도의 관객으로 소울을 넘어서 대한민국 박스오피스 1위가 되었다. 이때 워터홀 컴퍼니 인스타 계정에 작은 편지가 올라와 많은 사람들을 찡하게 만들었다. 링크
안녕하세요, 워터홀컴퍼니입니다.
회사 이름으로 소회의 글을 남기는 일은 처음인 것 같습니다.
자정을 기해 <극장판 귀멸의 칼날 : 무한열차편>이 올해 국내 박스오피스 1위에 올랐습니다.
감사합니다. 저희 영화를 검색해 주시고, 관람해 주시고, 또 다시 관람해 주신 모든 관객분들께 꼭 인사 남기고 싶었습니다.
저희는 아직 신생 기업이고 영화 배급일은 사실상 단 둘이서 극장과 관객에게 전달하는, 작은 집입니다.
좋아하는 영화, 우리가 보고 싶은 영화와 관련된 일을 하는 것이 저희의 현실이자 꿈일 따름입니다.
아직 서툰 저희는 때로 쌓이는 오해는 풀고 싶고, 때론 저희의 잘못이 아니다 대답하고 싶었지만
관심을 가져주는 이들에게 어떠한 방식의 변명도 도구로 쓰고 싶지 않았습니다.
감사한 마음과 동시에, 혹시 서운함이 있는 관객분들께는 노력하겠다는 다짐과 미안함만 전하고 싶습니다.
칭찬 받았던 기억은 더 멋진 아이디어로 키우고, 누군가를 속상하게 했던 방향은 더 좋은 일들로 전환하겠습니다.
저희 작품은 단 한 명도 예상하지 못했던 스코어로 1위에 올랐지만 곧 극장에서는 작별하게 될 것입니다.
저희 역시 극장에서 렌고쿠를 떠나 보내는 일은 쉽지가 않습니다.
적지 않은 나이, 한 캐릭터에 이렇게까지 많은 것을 배울고 느낄거라 상상해본 적이 없었습니다.
여러분도 그러셨겠지요? 마지막 상영 1회차까지 저희는 저희의 소명을 다 하겠습니다.
극장이 많이 어렵습니다.
기록은 순간의 추억으로 남더라도 계속해서 발걸음 멈추지 말아주시고 돔과 친구들의 무한질주편도 계속 응원해주십시오.
워터홀컴퍼니는 다음 좋은 작품으로 관객분들과 연결되겠습니다.
저희 같이 부족한 사람들도 한 분야에서 잠시 1위를 해봅니다.
그 어떤 누구라도 원하는 분야에서 기록을 낼 수 있음을 저희가 입증했으니 모두 자기 자신을 믿고 응원하시면 좋겠습니다.
감사합니다.
_워터홀컴퍼니 올림

## 기타
전 CGV 프로그래머 두 사람이 설립과 영화 배급 과정에 참여했다. 위플래쉬는 이 두 사람이 CGV 퇴직금을 올인해서 수입해왔다고. 아트하우스 팀장 출신이 있는 만큼 아티스트 굿즈부터 시작해서 오리지널 티켓, 씨네큐 스페셜 에디션 등 굿즈가 쏟아져 나왔다.
귀멸의 칼날의 경우 특전 공급에서 중소배급사의 한계를 여실히 보여주고 있다. 2주차의 메모리얼 보드 지급 불발부터 시작해서 갑작스럽게 이전주차 특전을 한 극장에만 몰아주는 이벤트를 여는 등의 미흡한 진행으로 팬들의 불만을 사고 있다. 자세한 내용은 항목 참조